# Pulchrana rawa
Espèce
Synonymes
- Hylarana rawa Matsui, Mumpuni & Hamidy, 2012

Pulchrana rawa est une espèce d'amphibiens de la famille des Ranidae.

## Répartition
Cette espèce est endémique de la province de Riau à Sumatra en Indonésie.

## Description
Le mâle holotype mesure 26,1 mm.

## Publication originale
- Matsui, Mumpuni & Hamidy, 2012 : Description of a new species of Hylarana from Sumatra (Amphibia, Anura). Current Herpetology, vol. 31, no 1, p. 38-46.